# کارن شلتون
کارن شلتون (انگلیسی: Karen Shelton؛ زادهٔ november ۱۴, ۱۹۵۷ (۶۷ سال)) ورزشکار هاکی روی چمن اهل ایالات متحده آمریکا است.
وی در مسابقات کشوری و بین‌المللی در مجموع برندهٔ ۱ مدال برنز شده‌است.